# Пугач Ігор Олександрович
І́гор Олекса́ндрович Пу́гач (нар. 13 грудня 1979, м. Кременчук — пом. 28 серпня 2022) — український військовослужбовець, майор Національної гвардії України, учасник російсько-української війни, який відзначився і загинув у ході відбиття російського вторгнення в Україну. Герой України (2024, посмертно).

## З життєпису
Народився 1979 року в місті Кременчуку. Потім батьки переїхали до с. с. Пришиб (Кременчуцький район), тому Ігор закінчував Пришибську середню школу. 
З грудня 1997 року пройшов строкову військову службу у лавах золочівської навчальної бригади внутрішніх військ МВС України. У липні 1999-го прийнятий на військову службу за контрактом у кременчуцький окремий батальйон ВВ МВС України (з 2014 р. — Національної гвардії України). Прапорщик Пугач був кінологом, потім заочно здобув вищу освіту, отримав офіцерське звання і обіймав командні посади (аж до заступника командира військової частини з громадської безпеки).
У вільний час захоплювався бджільництвом.
Мав значний досвід виконання завдань у районі проведення АТО/ООС, мав за плечима не одне бойове відрядження, починаючи з 2014 року, багато разів був у відрядженнях з зоні проведення АТО на Сході України – фактично, по 180 діб на рік. За кілька місяців до повномасштабного вторгнення за власним бажанням був переведений на посаду заступника командира батальйону 3-ї бригади оперативного призначення НГУ. 
З перших днів вторгнення перебував на захисті Харкова. 26 лютого майор Пугач з бійцями захопили у полон групу ворожих вояків, разом із їхнім автомобілем, великою кількістю зброї та документів.
28 червня 2022 року загинув у запеклому бою з російськими загарбниками під час оборони Харкова, поблизу с. Дементіївка Харківського району Харківської області. Підрозділ під його командуванням знищив танк, 5 бронемашин та близько взводу ворожої піхоти. 
Похований з військовими почестями на кладовищі с. Пришиб.

## Родина
Залишилися дружина (також військовослужбовець НГУ), донька та син.

## Нагороди
- Звання Герой України з удостоєнням ордена «Золота Зірка» (28 червня 2024, посмертно) — за особисту мужність і героїзм, виявлені у захисті державного суверенітету та територіальної цілісності України, самовіддане служіння Українському народові[1];
- Орден Богдана Хмельницького III ступеня (16 серпня 2022, посмертно) — за особисту мужність і самовідданість, виявлені у захисті державного суверенітету та територіальної цілісності України, вірність військовій присязі, сумлінне та бездоганне виконання службового обов'язку[2];
- Відзнака командувача Об’єднаних Сил «Козацький хрест» ІІІ ступеня;
- Медаль «За вірність народу України»;
- Медаль «Операція Об’єднаних Сил. Разом до перемоги»;
- Знак «За оборону Маріуполя»;
- Нагрудний знак «За доблесну службу»;
- Відзнака «10 років в/ч 3059 ВВ МВС України»;
- Нагрудний знак ВВ МВС України «За зразкову службу» І та ІІ ступенів;
- Відомча відзнака МВС України – медаль «10 років ВВ МВС України»;
- Відзнака Президента України «За участь в антитерористічній операції»;
- Медаль Національної гвардії України «20 років сумлінної служби»;
- Нагрудний знак «Ветеран війни – учасник бойових дій»;

## Вшанування
- У серпні 2022 року одну з вулиць м. Кременчука перейменовано на честь Ігоря Пугача.
- На фасаді будинку, у якому проживав Ігор Олександрович, встановлено меморіальну дошку.
- У лютому 2024 року на честь Ігоря Пугача названо вулицю у рідному с. Пришиб.